# Zračna luka Lavan
Zračna luka Lavan (IATA kod: LVP, ICAO kod: OIBV) smještena je na otoku Lavan u Perzijskom zaljevu odnosno pokrajini Hormuzgan na jugu Irana. Nalazi se na nadmorskoj visini od 23 m. Zračna luka ima jednu asfaltiranu uzletno-sletnu stazu dužine 2077 m, a koristi se za tuzemne letove i to najčešće turističkog karaktera. Vodeći zračni prijevoznik koji nudi redovne letove u ovoj zračnoj luci je Iran Air.

## Vanjske poveznice
- (engl.) DAFIF, World Aero Data: OIBV  Arhivirana inačica izvorne stranice od 3. ožujka 2016. (Wayback Machine)
- (engl.) DAFIF, Great Circle Mapper: LVP